# Тансик
Танси́к (каз. Таңсық) — станційне селище у складі Аягозького району Абайської області Казахстану. Входить до складу Тарлаулинського сільського округу.
Населення — 126 осіб (2021; 115 у 2009, 88 у 1999, 159 у 1989).
Національний склад станом на 1989 рік:
- казахи — 100 %

## Уродженці
- Кажигумар Шабданули (1924—2011) — казахський письменник з КНР, в'язень совісті.